# Бурон Марлот
Бурон Марлот (фр. Bourron-Marlotte) је насељено место у Француској у региону Париски регион, у департману Сена и Марна.
По подацима из 2011. године у општини је живело 2683 становника, а густина насељености је износила 238,28 становника/km².

## Демографија
| 1962. | 1968. | 1975. | 1982. | 1990. | 2011. |
| ----- | ----- | ----- | ----- | ----- | ----- |
| 2.407 | 2.276 | 2.417 | 2.325 | 2.424 | 2.683 |